# Caracladus montanus
Caracladus montanus är en spindelart som beskrevs av Yu-hua Sha och Zhu 1994. Caracladus montanus ingår i släktet Caracladus och familjen täckvävarspindlar. Inga underarter finns listade.